# Lista över Slovakiens statsöverhuvuden
Detta är en lista över Slovakiens statsöverhuvuden. Presidentposten inrättades formellt i Slovakien 1 januari 1993, i samband med självständigheten från Tjeckoslovakien. Mellan 1939 och 1945 var dock Jozef Tiso Slovakiska republikens president. Vladimír Mečiar var tillförordnad president innan Michal Kováč tillträdde som landets första president 2 mars 1993. Presidenten är folkvald, och kan maximalt sitta två mandatperioder per fem år.
Peter Pellegrini tillträdde som Slovakiens president 15 juni 2024.

## Presidenter
- Jozef Tiso 1939 – 1945 (Slovakiska republikens president)
- Vladimír Mečiar 1993 – 1993 (tillförordnad)
- Michal Kováč 1993 – 1998
- Vladimír Mečiar 1998 – 1998 (tillförordnad)
- Ivan Gašparovič 1998 – 1998 (tillförordnad)
- Mikuláš Dzurinda och Jozef Migaš 1998 – 1999 (tillförordnade)

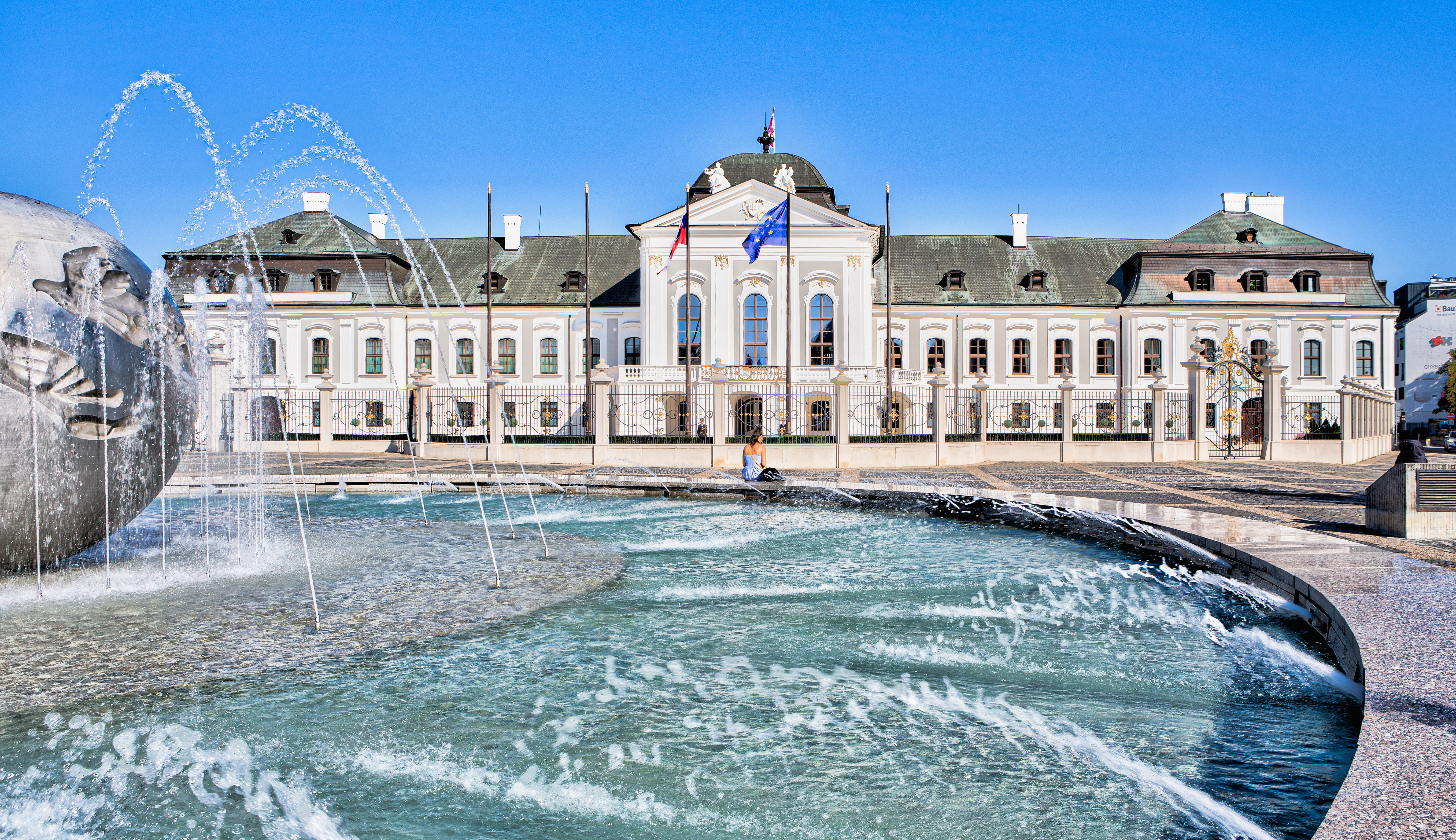
Grassalkovichpalatset från 1700-talet utgör sedan 1996 presidentens residens i Bratislava.

- Rudolf Schuster 1999 – 2004
- Ivan Gašparovič 2004 – 2014
- Andrej Kiska 2014 – 2019
- Zuzana Čaputová 2019 – 2024
- Peter Pellegrini 2024 –